# Maratus volans
Maratus volans – pająk z rodziny skakunowatych. Maratus volans został odkryty przez Octaviusa Pickarda-Cambridge w 1874 roku. Pająki te są spotykane w Australii
Maratus volans osiąga 5 mm długości.

## Rozmnażanie
By zaimponować samicom, samiec unosi trzecią parę odnóży lokomocyjnych i wymachując nimi w powietrzu przemieszcza się na boki, po czym podnosi i rozkłada ubarwiony odwłok i wprawia go w wibracje. Jeżeli samiec dobrze sobie radzi, samica wpada w trans i pozwala na kopulację. W przypadku, gdy samiec nie zaimponuje samicy, musi uciekać, gdyż staje się ofiarą dla samicy.

## Galeria

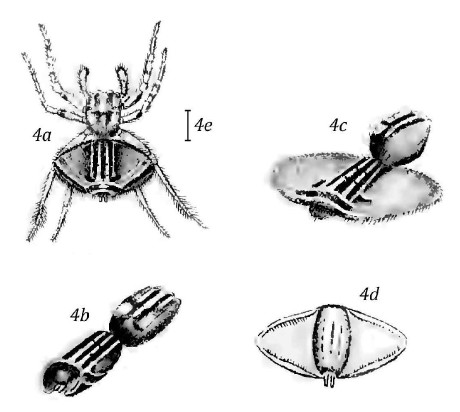
Rysunki pająka z 1874 roku